# Thomas Solvoll
Thomas Solvoll (Drammen, 22 novembre 1980) è un ex calciatore norvegese, di ruolo portiere.

## Carriera

### Club
Solvoll iniziò la carriera professionistica con la maglia dello Strømsgodset. Debuttò nella 1. divisjon il 10 settembre 2000, sostituendo Glenn Arne Hansen nella vittoria per dieci a due sul Byåsen. In seguito alla promozione del Godset nella Tippeligaen, il 24 maggio 2001 poté esordire nella massima divisione norvegese: difese infatti i pali della sua squadra nel successo per uno a zero sul campo del Tromsø.
Nel 2004, si trasferì allo Hønefoss. Giocò il primo incontro per il nuovo club il 12 aprile, nella sconfitta per uno a zero contro la sua ex squadra dello Strømsgodset. Nel 2009, contribuì alla promozione dello Hønefoss nella Tippeligaen, ma il campionato 2010 si concluse con la retrocessione.
Il 28 novembre 2011 fu reso noto il suo passaggio al Birkebeineren, a partire dal 1º gennaio successivo.